# Riksväg 11
För andra betydelser, se Riksväg 11 (olika betydelser).
Riksväg 11 löper tvärs över Skåne, från Malmö i väster till Simrishamn i öster. 

## Vägstandard
Riksvägens västra ände börjar med en avfart från Inre Ringvägen i Malmö. På väg ut ur Malmö passerar den trafikplats Toftanäs. Därefter tillkommer anslutningarna till Yttre Ringvägen, E6/E20. Efter denna trafikplats övergår motorvägen till landsväg. Vägen är här 2+1-väg och löper längs en av Sveriges bördigaste åkermarker, Lundaslätten. Efter att ha lämnat Malmö stad går vägen in i Burlövs kommun. Här fortsätter åkerlandskapet när riksvägen leder in i Staffanstorps kommun. En cirkulationsplats leder in i tätorten Staffanstorp medan riksvägen fortsätter rakt fram till en trafikplats där länsväg 108 leds över riksväg 11. Inte långt därefter passeras ytterligare en trafikplats, Kyrkheddinge.
Så går riksväg 11 in i Lunds kommun. Strax före Dalby kommer man till ytterligare en cirkulationsplats där länsväg 102 (före 2013 skyltad som riksväg 16) ansluter mot Lund. Riksväg 11 svänger höger och passerar söder om Dalby tätort. På sträckan Dalby-Veberöd löper sedan 2013 även länsväg 102, som då förlängdes västerut från Veberöd via Dalby till Lund (E22). Riksvägen passerar efter en stund Dalby södra trafikplats med avfart mot Genarp och Dalby. Här ändrar landskapet karaktär och slätten byts ut mot ett mer kuperat och småbrutet landskap.
I söder kan man ana en vidsträckt höjd, Romeleåsen. Ju längre österut riksvägen leder går landskapet över till att bli alltmer skogbevuxet. Vid rastplatsen Knivsåsen öster om Dalby har man en vidsträckt utsikt. Vid klart väder kan sjöarna Krankesjön och Vombsjön ses härifrån. Här börjar åter 2+1-vägen fram till och förbi Veberöd som riksvägen passerar norr om. Vid trafikplats Veberöd väster börjar länsväg 102 som leder in i tätorten Veberöd och vidare söderut mot Skurup.
Efter att återigen ha kommit till ett flackare landskap blir skogen mer och mer dominerande och när Lunds kommun upphör och Sjöbo kommun börjar finns skogen på båda sidor av vägen. Skogen har fram till nu varit av blandad sort, allt från björk, ek och gran till bok och tall. Men här efter är tallen mer dominerande i landskapet.
När så riksvägen närmar sig Sjöbo möter den riksväg 13 från Hörby i cirkulationsplatsen väster om tätorten Sjöbo. Riksväg 11 svänger söderut i cirkulationsplatsen och går gemensamt med riksväg 13 fram till Sjöbos södra cirkulationsplats där riksväg 13 viker av söderut mot Ystad. Öster om Sjöbo blir marken åter mer kuperad. Det brantaste partiet kallas för Orabacken och är en del av det som längre söderut utgör höjderna kring Fyledalen. Härefter passeras kommungränsen till Tomelilla. Här passerar riksvägen Svampabanan, en motorcykelbana som är mycket kuperad. Strax efter Svampabanan finns det som förr kallades för Svampakorset. Korsningen är idag ombyggd till cirkulationsplats och här korsas vägen av riksväg 19 och fortsätter in mot Tomelilla tätort. Här passeras ett av de senaste tidens resmål i Tomelilla, Bo Ohlsons och sedan svänger riksvägen norrut över bangården för att på så vis leda riksvägen runt centrala Tomelilla. Österlens öppna och böljande landskap öppnar sig och riksväg 11 når sista kommunen Simrishamn. Här möter den riksväg 9 från Ystad och fortsätter gemensamt in till Simrishamn.

## Historik
Tidigare, från 1962, hade riksvägen nummer 12, men i samband med omnumreringen av Europavägarna april-juni 1992 bytte Vägverket nummer på de riksvägar som annars skulle ha numret gemensamt med någon Europaväg i Sverige, i detta fall E12. Vägen hette före 1962 länsväg 41.
Före slutet på 1970-talet gick Riksväg 11 mellan Malmö och Ystad, då den sträckan fick namnet E14 i stället (numera E65). Före 1962 gick Riksväg 11 (Rikselvan) mellan Arboga och Enköping. Den sträckan heter nu E18.
Riksväg 11 är mellan Malmö-östra Veberöd mestadels en nyare väg, byggd på 1990-talet. Innan dess började riksvägen vid E6/E22:s anslutning till varandra, och rakt genom Staffanstorp, Dalby och Veberöd. Vägen mellan östra Veberöd och Simrishamn är samma som på 1940-talet   även om numret ändrats. Undantag är förbifarten Sjöbo (byggd tidigt 80-tal), och Järrestad-Simrishamn (från 1990-talet).

## Motorväg
Riksväg 11 är motorväg från Trafikplats Bulltofta till Yttre Ringvägen och Sunnanå. Vägen planerades redan på 1970-talet då landsvägen mellan Malmö och Staffanstorp började bli alltmer belastad i samband med pendlingsorterna Staffanstorps och Dalbys expansion och det ökade antal pendlare från dessa orter mot Malmö som använde vägen. Tidigare gick riksväg 11 mot Malmö rakt igenom samhället Staffanstorp västerut och kom ut på nuvarande E22 vid trafikplats Kronetorp i höjd med Arlöv. När Inre Ringvägen byggdes under tidigt 1970-tal planerade man även för en trafikplats där en framtida väg från Staffanstorp skulle komma, då tänkt som en 13 meter bred landsväg.
När man så slutligen tog itu med saken i början av 1990-talet och bestämde sig för att bygga ut vägen mot Staffanstorp ändrades planerna och man menade att anslutningen till Inre Ringvägen borde utformas som en motorvägstrafikplats på grund av den stora trafiken mot Staffanstorp vilket så skedde. På så vis blev det alltså en sorts kompromiss; den nya vägen från Malmö mot Staffanstorp och förbi samhället byggdes som en 13 meter bred landsväg med undantag för sträckan närmast Malmö som byggdes som motorväg med trafikplats Bulltofta på Inre Ringvägen och trafikplats Flansbjer i utkanten av Malmö där motorvägen då slutade. När Yttre Ringvägen byggdes 1997-2000 förlängdes motorvägen från trafikplats Flansbjer till Trafikplats Sunnanå där vägen ansluter till Yttre Ringvägen. Planer finns på en förlängning av motorvägen mot Staffanstorp och eventuellt Dalby, men denna väg kommer troligen i sådana fall att byggas som en smal 2+2-väg om den blir av.

## Trafikplatser, korsningar och anslutande vägar
|                                                   | Nr | Namn                       | Skyltning                               |
| ------------------------------------------------- | -- | -------------------------- | --------------------------------------- |
|                                                   |    | Trafikplats Bulltofta      | Inre Ringvägen                          |
|                                                   |    | Trafikplats Flansbjer      | Toftanäs                                |
|                                                   |    | Trafikplats Sunnanå        | Göteborg, Kalmar, Köpenhamn, Trelleborg |
|                                                   |    | Trafikplats Sunnanå        | Nordanå                                 |
| Landsväg från trafikplats Sunnanå till Simrishamn |    |                            |                                         |
|                                                   |    | Trafikplats Staffanstorp Ö | Staffanstorp, Trelleborg, Lund          |
|                                                   |    | Trafikplats Kyrkheddinge   | Kyrkheddinge                            |
|                                                   |    | nära Dalby                 | Lund (rv 11 svänger)                    |
|                                                   |    | Trafikplats Dalby S        | Genarp                                  |
|                                                   |    | Veberöd V                  | Veberöd, Skurup                         |
|                                                   |    | nära Sjöbo                 | Höör (rv 11 svänger)                    |
|                                                   |    | nära Sjöbo                 | Ystad                                   |
|                                                   |    | nära Tomelilla             | Kristianstad Ystad                      |
|                                                   |    | i Tomelilla                | (rv 11 svänger)                         |
|                                                   |    | nära Järrestad             | Trelleborg Ystad                        |